# Próba otwarta
Próba otwarta – metoda badawcza, w której zarówno badacze jak i badani znają przynależność do grupy badanej bądź kontrolnej.